# Football Supporters Europe
Football Supporters Europe (FSE, «Aficionados al Fútbol en Europa») es una red de hinchas formalmente establecida como una asociación sin ánimo de lucro y que afirma tener miembros de 48 países miembros de la UEFA. Fundado en julio de 2008 en el primer Congreso Europeo de Aficionados al Fútbol, está considerado como un socio legítimo para los aficionados por parte de instituciones como la UEFA, el Consejo de Europa o European Leagues.

## Historia
La historia de FSE se remonta a la colaboración internacional de organizaciones de aficionados bajo el antiguo nombre de Football Supporters International («Internacional de Aficionados del Fútbol») para brindar asesoramiento, información y servicios de apoyo de «Embajadas de Aficionados» (Fans' Embassy) a los hinchas de los equipos nacionales en los torneos internacionales.
Pero la historia de FSE tal como existe ahora comenzó en julio de 2008, cuando la Federación de Aficionados al Fútbol del Reino Unido organizó en Londres el primer Congreso Europeo de Aficionados de Fútbol.
La reunión en Londres celebrada en el Emirates Stadium del Arsenal discutió los problemas que preocupaban a los aficionados en toda Europa y dio un gran impulso al desarrollo de la red, al año siguiente, en Hamburgo, se celebró el segundo Congreso Europeo de Aficionados al Fútbol (СEAF; en inglés: European Football Fan Congress) y junto con los talleres sobre cuestiones como discriminación, vigilancia, fijación de precios y comercialización de entradas, se tomó la decisión de adoptar estatutos y establecer formalmente la red.

## Estructura
La base de miembros de FSE se compone de individuos aficionados al fútbol, así como miembros de grupos e iniciativas de aficionados activos a nivel local, nacional y transnacional (supuestamente de 48 países miembros de la UEFA). FSE afirma representar a alrededor de 3 millones de hinchas del fútbol en general y por lo tanto ser la mayor organización de aficionados del mundo.
El cuerpo más alto de la organización es el Encuentro General Bianual de FSE. Este encuentro se celebra cada dos años durante el Congreso Europeo de Aficionados al Fútbol (CEAF) y es aquí donde los miembros deciden con su voto sobre los objetivos, objetivos y acciones futuras de la red, aprueban cambios en sus estatutos y eligen a los miembros del Comité de FSE durante los dos años siguientes.
El Comité de FSE es el principal consejo de administración de la red que consiste en la Coordinación FSE, los directores de las divisiones temáticas y los miembros electos, sus miembros son responsables del funcionamiento general de la red de aficionados al fútbol europeo, los miembros del Comité de FSE toman las decisiones más importantes, desarrollan actividades junto con la membresía más amplia y representan a FSE en diversas actividades, eventos y reuniones, como la Reunión Anual con el presidente de la UEFA en Nyon (Suiza).
La oficina de coordinación de FSE tiene su sede en Hamburgo (Alemania), sus empleados y pasantes coordinan las diferentes iniciativas y divisiones y son responsables de la administración y gestión de la organización (por ejemplo, contabilidad, asuntos legales, comunicación interna y externa, etc.). La Coordinación de FSE es designada por el Comité de FSE.
Las divisiones temáticas de FSE (tales como las embajadas de aficionados o la división antidiscriminación) se centran en temas particulares, son redes o entidades semiautónomas que brindan servicios particulares relevantes para los aficionados al fútbol y desarrollan su trabajo bajo el paraguas de la red de aficionados europeos, cada división temática designa a un director que la represente dentro del Comité de FSE.

## Principios básicos
Todos los miembros de FSE se registran para "apoyar proactivamente" los cuatro principios básicos de la organización:
- Oposición a cualquier forma de discriminación (basada en motivos tales como origen étnico, capacidad, religión y creencias, género, orientación sexual y edad).
- Rechazo de la violencia (tanto física como verbal).
- Empoderamiento de la base de los aficionados al fútbol.[13]
- Promoción de una cultura positiva de fútbol y de seguidores, incluidos valores como el juego limpio y la buena gobernanza.

## Ejemplos de actividades

### Congreso de СEAF
Football Supporters Europe organiza cada año el Congreso Europeo de Aficionados al Fútbol en colaboración con grupos de aficionados locales pertenecientes a FSE y otras organizaciones de aficionados de la ciudad y del país anfitriones. Tiene por objetivo abordar los problemas de los hinchas y fomentar el diálogo, la autorregulación y la cultura hincha a través de talleres, paneles de discusión y otros debates entre hinchas del fútbol y representantes de organismos de gobierno e instituciones políticas del fútbol europeo, se lleva a cabo cada año en una ciudad diferente: 2008 en Londres, 2009 en Hamburgo, 2010 en Barcelona, 2011 en Copenhague, 2012 en Estambul y 2013 en Ámsterdam con la participación de Gianni Infantino, Secretario General de la UEFA. Se organizaron nuevos congresos europeos de aficionados cerca de Bolonia (2014) y en Belfast (2015), donde los miembros de FSE decidieron cambiar la periodicidad del evento de anual a bienal. El siguiente CEAF tendría lugar en las ciudades belgas de Gante y Lokeren del 6 al 9 de julio de 2017.

### Manual sobre cartas del aficionado
Las cartas del aficionado, o cartas de derechos de los aficionados, son definidas por instituciones como la Comisión Europea y el Consejo de Europa como un acuerdo conjunto entre clubes y sus seguidores, donde desarrollan los derechos y obligaciones de los demás en un proceso de negociación/mediación, cuyos resultados se detallan a continuación, por lo tanto debería servir como una herramienta importante para el establecimiento de un diálogo social con el objetivo general de prevenir las tensiones entre los clubes y los aficionados, así como el comportamiento de los hinchas antisociales.
Por iniciativa de FSE, se elaboró un Manual europeo de cartas del aficionado en consulta con los órganos rectores del fútbol europeo como la UEFA y las Ligas Europeas de Fútbol Profesional (LEFP), asociaciones nacionales y ligas, representantes de los aficionados de FSE y representantes de instituciones como la Comisión Europea y el Consejo de Europa. Según el presidente del Comité Permanente de Violencia del espectador del Consejo de Europa, Jo Vanhecke, el "proceso para producir este manual fue en sí mismo un gran avance. Todas las partes interesadas han participado y discutido el contenido en un diálogo abierto, basado en los principios de respeto mutuo e igualdad de condiciones". El documento final fue diseñado como un conjunto de herramientas prácticas para servir a los clubes y aficionados y fue respaldado por la Comisionada de Educación y Cultura de la Unión Europea, Androulla Vassiliou y el presidente de la UEFA Michel Platini.
El manual fue publicado el 3 de junio de 2013 en Viena como parte del "Seminario y mesa redonda pro aficionados". Promovido por las instituciones europeas, está disponible en cinco idiomas como edición impresa y para su descarga a través del sitio web de FSE.

### Fondo de Acción de los Aficionados
Apareció en 2013, el "Fondo de Acción de los Aficionados" está destinado a financiar iniciativas y proyectos de aficionados a través de los beneficios generados a través de una tienda en línea.

### Embajadas de aficionados en partidos internacionales
El concepto de embajada de aficionados se remonta a los servicios prestados para los seguidores de los equipos de Inglaterra y Alemania en la Copa Mundial de 1990 en Italia y ha evolucionado a través de torneos posteriores, después de EURO 2016, las Embajadas de aficionados se pueden ver como una parte establecida y exitosa de los hinchas en los principales torneos de fútbol. Según el sitio web de FSE, "las características esenciales del servicio de la Embajada de aficionados son la provisión de información precisa, confiable, actualizada, independiente y objetiva sobre cualquier asunto de interés para los aficionados al fútbol, de aficionados para aficionados". La División de la Embajada de Aficionados de FSE desarrolló una aplicación móvil para proporcionar esa información a los hinchas que viajaran, mientras que toda la información del club y de la ciudad es recopilada por otros aficionados al fútbol.

### Días de acción de los estadios
FSE inició dos días de acción de los estadios sobre temas considerados relevantes para los aficionados al fútbol en Europa: los primeros se organizaron bajo el lema "Nuestro juego - Nuestro tiempo" y convocaron a hinchas de toda Europa a organizar eventos de visibilización como coreografías de estadios para demostrar solidaridad de los hinchas por horarios de partidos más respetuosos con la afición, que tuvieron lugar en 2010.
Los segundos días de acción de los estadios se organizaron en mayo de 2011 bajo el lema "Salvemos la cultura de los aficionados" y abordaron principalmente la cuestión de las medidas de seguridad que los hinchas de toda Europa desde la perspectiva de los representantes de FSE a menudo consideran demasiado restrictivas.
Cada uno de los días de acción del estadio europeo facilitados por FSE fue formalmente respaldado por diferentes grupos de aficionados e iniciativas de más de 10 países que pusieron sus nombres en la lista de seguidores y organizaron las respectivas actividades de visibilidad en los días de partido.
En 2010 en Suecia la campaña "Nuestro juego - Nuestro tiempo" recibió un gran apoyo de los aficionados suecos y finalmente llevó a los aficionados suecos a ofrecer su asociación nacional de fútbol para ser consultados sobre el acuerdo de los tiempos de patada en el fútbol profesional sueco.

### Trabajo de cabildeo institucional
FSE interactúa con varias instituciones para proporcionar la perspectiva de los seguidores en el marco de los procesos de toma de decisiones institucionales que afectan a los aficionados, principalmente a nivel europeo.
Desde 2009 FSE ocupa un puesto de observador en el Comité Permanente de la Convención Europea sobre Violencia y Mala Conducta de Espectadores en Eventos Deportivos del Consejo de Europa, en 2012 la Comisión Europea invitó a FSE como observador al Grupo de expertos de la UE sobre buena gobernanza.
Como parte de su trabajo en esta área FSE también realiza reuniones y busca apoyo y visibilidad para sus actividades europeas o de sus miembros a nivel local de las Asociaciones nacionales de fútbol y las autoridades locales y los clubes y medios de fútbol, por ejemplo en el contexto de la organización de los congresos de los aficionados al fútbol europeos o en el área del trabajo de casos individuales sobre las consultas de los miembros.
Otras plataformas institucionales también consultaron a FSE y solicitaron el apoyo o la opinión de expertos de la organización de aficionados, principalmente en cuestiones relacionadas con la seguridad, como el think tank de expertos de fútbol de la UE en un proyecto europeo de formación de policías de fútbol para fomentar estrategias policiales innovadoras de los partidos de fútbol con un enfoque en la reducción y la comunicación.

## Publicaciones
- REVIVE THE ROAR! special edition – The vision of Football Supporters Europe Archivado el 4 de marzo de 2016 en Wayback Machine.
- REVIVE THE ROAR! No 2 – The FSE Media guide Archivado el 3 de mayo de 2016 en Wayback Machine.
- REVIVE THE ROAR! No 3 – KNOW YOUR RIGHTS! Vol. 1 Archivado el 27 de septiembre de 2013 en Wayback Machine.
- Supporters Charters in Europe – A Handbook for Supporters, Clubs Associations and Leagues Archivado el 27 de septiembre de 2013 en Wayback Machine. (2013)
- Fans’ Embassies – A Handbook Archivado el 11 de julio de 2015 en Wayback Machine.
- EFFC 2008 Report Archivado el 3 de marzo de 2016 en Wayback Machine.
- EFFC 2009 Report Archivado el 26 de febrero de 2016 en Wayback Machine.
- EFFC 2010 Report Archivado el 27 de noviembre de 2015 en Wayback Machine.
- EFFC 2011 Report Archivado el 11 de julio de 2015 en Wayback Machine.
- EFFC 2012 Report Archivado el 12 de marzo de 2016 en Wayback Machine.